# Флюгель, Густав Леберехт
Густав Леберехт Флюгель (нем. Gustav Leberecht Flügel; 18 февраля 1802, Баутцен — 5 июля 1870, Дрезден) — немецкий востоковед.

## Биография
Учился в 1821—1824 годах в Лейпциге, в том числе у Э. Ф. К. Розенмюллера, затем в 1827—1829 годах стажировался в Вене, работая под руководством Й. фон Хаммер-Пургшталя, а в 1829—1830 годах — в Париже у Сильвестра де Саси.
В 1832—1850 годах — профессор Высшей школы в Мейссене. Выйдя в отставку по состоянию здоровья, был приглашён Хаммер-Пургшталем обратно в Вену, где с 1851 года занимался каталогизацией арабских, персидских и турецких рукописей Венской придворной библиотеки. Завершив работу, обосновался в 1855 году в Дрездене.
С 1857 года — член-корреспондент Петербургской Академии наук.

## Научное наследие
Издал арабскую антологию Талиби «Ятимат ад-дахр фи махасин ахль аль-аср» (нем. Der vertraute Gefährte des Einsamen in schlagfertigen Gegenreden; Вerlin, 1829, с комментированным немецким переводом), библиографическо-энциклопедический словарь Хаджи Хальфы с латинским переводом в 7-ми томах (Leipzig—London, 1835—1858), Коран (Leipzig, 1834; 1893), каталог арабских, персидских и турецких рукописей Венской придворной библиотеки в 3-х томах (Wien, 1865—1867).
Печатное критическое европейское издание — у Г. Флюгеля под латинским заглавием Coranus arabice. Вышло оно в Лейпциге, 1834, и затем, пересмотренное Редслобом, повторено было много раз, например в 1837, 1855, 1858, 1867 годах; особенно удачно — парижское 1880 года, Лейпциг, 1881, 1883, 1893. Не нужно, однако, думать, что в стереотипном издании Флюгеля совсем нет опечаток.Крымский А. Е., История мусульманства. — В 3-х чч. — М.: 1903—1904

### Труды
- Concordantiae Corani arabicae. Leipzig, 1842.
- Al-Kindi, genannt der Philosoph der Araber. Leipzig, 1857.
- Die grammatischen Schulen der Araber. Leipzig, 1862.
- Ibn Kultubugas Krone der Lebensbeschreibungen. Leipzig, 1862.
- Mani, seine Lehren und seine Schriften. Leipzig, 1862.
- Geschichte der Araber. Leipzig, 1867.
- Kitab-al-Fihrist. Leipzig, 1871—1872.